# Jennie Sjögren
Jennie Sjögren, född 1975 i Strängnäs, är en svensk journalist, författare och feminist.
Sjögren arbetade som reporter och redaktör på Svenska Dagbladet i slutet av 1990-talet  och är författare till flera böcker utgivna i Sverige, Norge och Finland.
Hon har tillsammans med Tinni Ernsjöö Rappe myntat uttrycket smartlat.